# Holocentropus glacialis
Holocentropus glacialis är en nattsländeart som beskrevs av Ross 1938. Holocentropus glacialis ingår i släktet Holocentropus och familjen fångstnätnattsländor. Inga underarter finns listade i Catalogue of Life.